# 莫伊塞斯·拉米雷斯
莫伊塞斯·拉米雷斯（西班牙語：Moisés Ramírez，2000年9月9日—），厄瓜多尔男子足球运动员，司职守门员。他曾代表厄瓜多尔国家队参加2022年国际足联世界杯，结果队伍止步小组赛阶段。